# Robert Změlík
Robert Změlík (Prostějov, 18 aprile 1969) è un ex multiplista ceco, campione olimpico e campione mondiale indoor.

## Biografia
Oltre alle tre medaglie conquistate nelle competizioni internazionali, vanta un 4º posto ai Campionati del mondo di atletica leggera 1991  di Tokyo.

## Palmarès
| Anno                                   | Manifestazione  | Sede       | Evento    | Risultato | Punteggio |
| -------------------------------------- | --------------- | ---------- | --------- | --------- | --------- |
| In rappresentanza della Cecoslovacchia |                 |            |           |           |           |
| 1992                                   | Europei indoor  | Genova     | Eptathlon | Argento   |           |
| 1992                                   | Giochi olimpici | Barcellona | Decathlon | Oro       |           |
| In rappresentanza della Rep. Ceca      |                 |            |           |           |           |
| 1997                                   | Mondiali indoor | Parigi     | Eptathlon | Oro       |           |